# Trichoniscus bureschi
Trichoniscus bureschi är en kräftdjursart som beskrevs av Karl Wilhelm Verhoeff 1926B. Trichoniscus bureschi ingår i släktet Trichoniscus och familjen Trichoniscidae. Inga underarter finns listade i Catalogue of Life.